# Regata

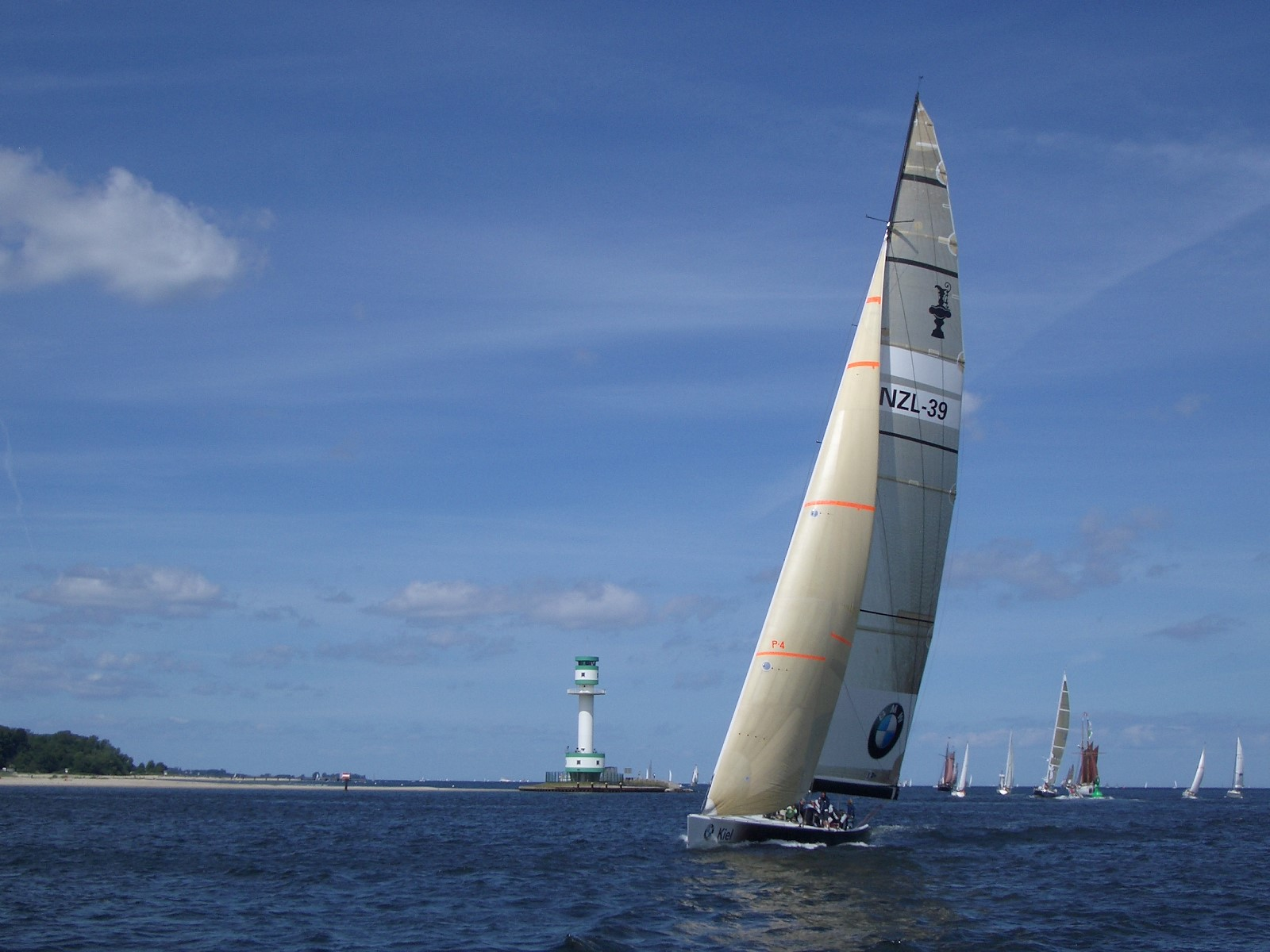
Regata de la Copa América de vela.

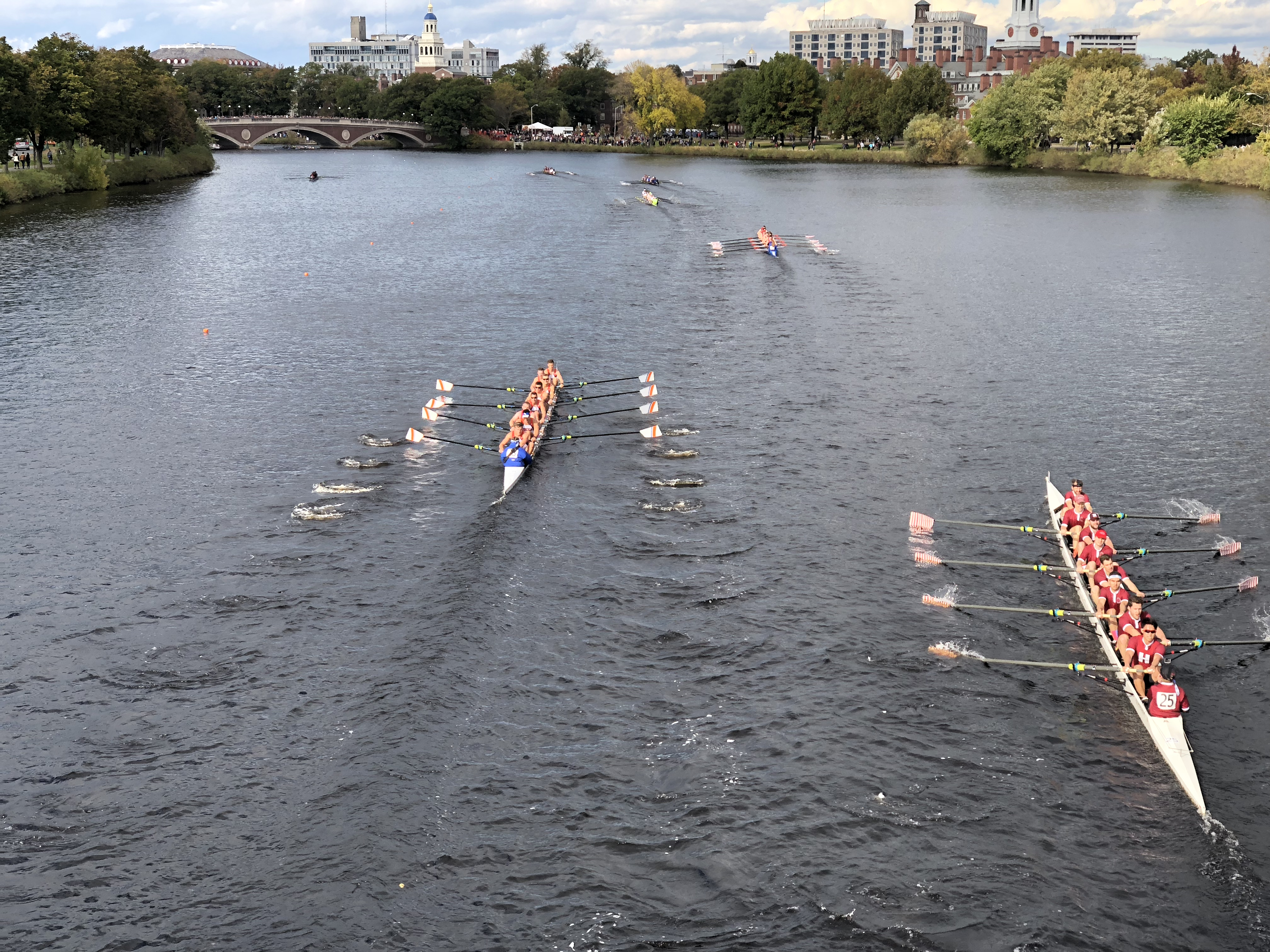
Regata de remos

Una regata es una competencia deportiva de velocidad, o una carrera entre embarcaciones. El término se utiliza tanto en competiciones de embarcaciones a vela, como en competiciones de embarcaciones a remo.

## Vela
Las regatas de vela pueden ser de vela ligera o de vela de crucero. Las regatas de vela ligera suelen realizarse sobre un recorrido marcado por boyas o balizas, normalmente en forma de triángulo, cuya configuración más común es denominada triángulo olímpico.
En la vela de crucero, además de los recorridos balizados, se navega en regatas de puerto a puerto. Cuando el recorrido atraviesa diferentes mares, la regata se denomina regata oceánica o transoceánica.

### Regatas destacadas
- Copa América
- Mini Transat 6.50
- Volvo Ocean Race
- Vendée Globe
- Audi MedCup
- Barcelona World Race

## Remo
Las regatas de remo suelen celebrarse en mar abierto, rías, cauces fluviales, pantanos, embalses o lagos. 
En la modalidad de remo olímpico, las regatas más habituales se realizan en un campo de regatas situado en un río, embalse o lago. La distancia oficial en las competiciones internacionales y nacionales según la FISA es de 2000 metros. También existen competiciones de remo sobre otras distancias, como 1000, 6000 metros u otras distancias.
En estas regatas se suelen enfrentar 6 embarcaciones de remo en las seis calles de un campo de regatas delimitadas por boyas.
En cuanto a las regatas de traineras hay tres tipos de regatas:
- Los "descensos", que son normalmente en un río y que sirven de test de principio de temporada.
- Las regatas "cronometradas", que al igual que en otras disciplinas los participantes luchan contra el cronómetro y el ganador será el que menos tiempo emplee.
- Las regatas en "tandas" que son aquellas en las que salen a la vez dos, tres o más embarcaciones (normalmente cuatro) y que en todo momento van en paralelo. Esta modalidad es la más extendida en el mar Cantábrico.

También se puede hacer otro tipo de clasificaciones dependiendo si las regatas son en río, en mar o en ambos. 

### Regatas destacadas
Una de las regatas de remo más famosa que existe, en remo de banco móvil, es la que enfrenta todos los años a las universidades de Oxford y Cambridge en el río Támesis (Reino Unido), la Regata Oxford-Cambridge. También en Inglaterra existen la Henley Royal Regatta, disputada en Henley-on-Thames, y la Head of the River Race en Londres.
En España, en el remo de banco móvil, destacan los Campeonatos de España de Remo, que se celebran cada año básicamente en Sevilla, en el Lago de Bañolas o en Castrelo de Miño. Otras regatas importantes son la Regata Open de acceso al equipo nacional, la regata internacional Fisa Team Cup o la Sevilla-Betis, ambas en Sevilla. En remo de banco fijo, destaca el Campeonato de España de Traineras y otras banderas que tienen gran historia desde finales del siglo XIX como la Bandera de la Concha de San Sebastián celebrada cada año en septiembre o la Bandera de Santander.